# 蓮昌庵 (掛川市)
蓮昌庵（れんしょうあん）は、静岡県掛川市にあった寺院。宗派は曹洞宗。本尊は弘法大師座像。

## 歴史
竜眼寺の末寺として、慶長2年（1597年）に虎公和尚によって建立。元和3年（1617年）に大風のため堂宇が大破したが、貞享2年（1685年）再建し、正徳4年昌雲寺の末寺となる。
境内には天保年中に豊田郡石原村の弥市、吉蔵両名によって安置された石仏、弘法大師座像を祀る弘法堂があった。
現在、所有する耕地等相当あったが檀家が少なく1935年（昭和10年）頃廃寺となる。